# 新龍門客棧
《新龍門客棧》（英語：Dragon Inn）是1992年上映的一部香港電影，由李惠民執導，徐克監製，張曼玉、林青霞、梁家輝及甄子丹主演，主軸雖翻拍自1967年胡金铨電影《龍門客棧》，但亦融入了胡金銓1973年另一部武俠電影作品《迎春閣之風波》的相關設定。劇情以明朝中葉景泰年間為背景，講述亂世兒女的恩怨情仇。本片入圍第29屆金馬獎及第12屆香港電影金像獎共九項提名，最終榮獲最佳武術指導。徐克後來製作《新龍門客棧》延續篇《龍門飛甲》，但登場角色與劇情主軸全數更動。

## 劇情簡介
明朝中葉景泰年間，東廠提督秉筆太監曹少欽（甄子丹 飾），將兵部尚書楊宇軒陷害致死，並以流放其兒女為餌，欲引出楊的部下周淮安（梁家輝 飾），妄圖將其舊部屬一網打盡。江湖俠女邱莫言（林青霞 飾）受情郎周淮安之托，經過浴血廝殺，救出楊家兒女並相約在大漠邊關的「龍門客棧」會合；豈知，喬裝後的東廠三大檔頭帶一眾高手尾隨而至。
以開黑店為營生的店主金鑲玉（張曼玉 飾）風騷多情，對周淮安暗生情愫，可惜周郎早已心屬莫言。與此同時，曹少欽的大隊人馬正向龍門客棧殺來，店內則有東廠高手的百般糾纏，加上大漠天氣莫測，使周淮安等人苦苦無法脫身。周淮安探知客棧內必有一條出關密道，為救楊氏遺孤，周淮安不惜用與金鑲玉結婚為條件查出密道所在，並與邱莫言等人相約新婚之夜由密道逃離；豈料，曹少欽的大隊人馬已然殺到......。
萬里黃沙之間，這生、死、愛、恨交織之時，周、莫、金三人眾志成城，聯手抗敵，惡徒伏誅，邱莫言卻也因此捐軀就義。周淮安決意遠離中原，金鑲玉一把火將客棧燒燬，追隨周淮安而去......

## 人物角色
| 演員   | 角色          | 粵語配音             | 關係                                                              |
| 張曼玉 | 金鑲玉        | 朱妙蘭               | 龍門客棧老闆娘                                                    |
| 林青霞 | 邱莫言        | 陸惠玲               | 俠女，亦是周淮安紅顏知己。 電影後半段林青霞受傷，由替身施懿演出。 |
| 梁家輝 | 周淮安        | 陳欣                 | 兵部尚書楊宇軒部下，禁军教头                                      |
| 甄子丹 | 曹少欽        | 文德耀               | 秉筆太監，東廠督主。                                              |
| 劉洵   | 賈廷          | 高翰文               | 東廠三大檔頭之首（最年長者）                                      |
| 吳啟華 | 路小川        | 劉昭文               | 東廠三大檔頭之一                                                  |
| 熊欣欣 | 曹添          |                      | 眉心有黑痣的東廠小頭目，東廠三大檔頭之一                          |
| 王彤川 | 刁不遇        |                      | 龍門客棧店小二，韃靼人                                            |
| 元彬   | 小黑子/算死草 | 周志輝部份謝君豪代配 | 龍門客棧執算盤者                                                  |
| 徐錦江 | 千戶          | 陳偉權               | 雁門關守將，金鑲玉老相好                                          |
| 任世官 | 賀虎          |                      | 江湖義士，護行者之一                                              |
| 袁祥仁 | 鐵竹          | 古明華               | 江湖義士，護行者之一                                              |
|        | 楊宇軒        | 陳偉權               | 兵部尚書                                                          |
| 陳志輝 | 一抹紅/穿山虎 |                      | 通緝犯                                                            |
| 王偉順 |               |                      | 江湖義士，護行者之一                                              |
| 鄭希怡 | 楊玉英        |                      | 楊宇軒之女                                                        |

## 獎項
| 年份 | 頒獎典禮              | 獎項           | 名單           | 結果 |
| ---- | --------------------- | -------------- | -------------- | ---- |
| 1992 | 第29屆金馬獎          | 最佳女主角     | 張曼玉         | 提名 |
| 1992 | 第29屆金馬獎          | 最佳攝影       | 黃岳泰、劉滿棠 | 提名 |
| 1992 | 第29屆金馬獎          | 最佳剪輯       | 潘雄           | 提名 |
| 1992 | 第29屆金馬獎          | 最佳美術設計   | 鍾曉風、張叔平 | 提名 |
| 1992 | 第29屆金馬獎          | 最佳造型設計   | 張叔平         | 提名 |
| 1992 | 第29屆金馬獎          | 最佳武術指導   | 程小東、元彬   | 獲獎 |
| 1993 | 第12屆香港電影金像獎  | 最佳女主角     | 張曼玉         | 提名 |
| 1993 | 第12屆香港電影金像獎  | 最佳攝影       | 劉滿棠、黃岳泰 | 提名 |
| 1993 | 第12屆香港電影金像獎  | 最佳剪接       | 潘雄           | 提名 |
| 1993 | 第12屆香港電影金像獎  | 最佳動作指導   | 程小東、元彬   | 提名 |
| 1994 | 第1屆北京大學生電影節 | 最佳觀賞效果獎 |                | 獲獎 |

## 外部連結
- 香港影庫上《新龍門客棧》的資料（繁體中文）
- 開眼電影網上《新龍門客棧》的資料（繁體中文）
- 豆瓣电影上《新龍門客棧》的資料 （简体中文）
- 时光网上《新龍門客棧》的資料（简体中文）
- AllMovie上《新龍門客棧》的资料（英文）
- 爛番茄上《新龍門客棧》的資料（英文）
- 互联网电影数据库（IMDb）上《新龍門客棧》的资料（英文）